# Knema bengalensis
Knema bengalensis ist eine nur von zwei Funden in den Jahren 1957 und 1999 bekannte Art der Gattung Knema in der Familie Muskatnussgewächse. Beide Fundorte liegen im Distrikt Cox’s Bazar der Division Chittagong in Bangladesch.

## Beschreibung
Knema bengalensis ist ein mittelgroßer Baum, der im Dezember blüht. Die Blütenstände männlicher Pflanzen sitzen an drei bis fünf Millimeter langen Stängeln. Die zehn bis zwanzig einzelnen Blüten sind drei bis sechs Millimeter lang und sitzen auf 9 bis 13 Millimeter langen Stielen. Die Blütenhüllen der männlichen Blüten von Knema bengalensis sind kopfstehend ei- oder birnenförmig und auf etwa zwei Drittel ihrer Länge gespalten. Die 13 oder 14 Staubblätter haben Staubfäden, die ebenso lang wie oder kürzer als die Staubbeutel sind. Die Blütenblätter haben einen leichten Flaum, die Kelchblätter weisen eine rostfarbene Behaarung auf. Weibliche Blüten wurden noch nicht gefunden. Die langgestreckten lanzettförmigen Blattspreiten sind 15 bis 30 Zentimeter lang und an der breitesten Stelle in der Mitte 2,5 bis 5,5 Zentimeter breit. Sie sind dünn und ledrig, im unteren Bereich dicht mit 0,3 bis 0,5 Millimeter langen Haaren besetzt, und weisen neben der schwach hervortretenden Mittelrippe 20 bis 28 ebenfalls hervortretende Nervenpaare auf. Ihre Oberseite ist oliv, die Unterseite grau gefärbt. Die Blattstiele sind 15 bis 18 Millimeter lang, mit einem Durchmesser von zwei Millimeter. Die Zweige sind meist dünn bis etwas kräftig mit einem Durchmesser von zweieinhalb bis drei Millimeter an den Spitzen. Die Rinde junger Zweige ist glatt, die älterer Zweige leicht gestreift, aber nicht rissig oder geschuppt. Bei Verletzungen des Stamms tritt ein blutrotes Harz aus.
Knema bengalensis ist nahe mit Knema globularia verwandt, unterscheidet sich aber von dieser Art durch die längeren Staubblätter, die an der Basis nicht mit der Blütenhülle verwachsen sind, durch die geringfügig größeren männlichen Blütenknospen, die 9 bis 13 Millimeter statt 3 bis 11 Millimeter langen Blattstiele und die feinen und deutlich hervortretenden Blattnerven. Von Knema linifolia unterscheidet sich K. bengalensis durch den weniger gedrungenen Wuchs, die deutlich kleineren männlichen Blüten und die weniger kräftigen Blattadern. Knema erratica hat stärker gestreifte Zweige und eine abweichende Zeichnung der Blätter. Ihre männlichen Blüten sind sehr ähnlich, aber meist tiefer gegabelt.

## Verbreitung
Der Typenfundort von Knema bengalensis ist Dulahazara (21° 39′ 0″ N, 92° 4′ 0″ O) im Distrikt Cox’s Bazar der Division Chittagong, im äußersten Südosten von Bangladesch. Dort wurde die Art am 31. Dezember 1957 von dem bangladeschischen Botaniker Mohammad Salar Khan von der University of Dhaka auf einer Höhe von weniger als 200 Meter über dem Meeresspiegel am Rand eines immergrünen Mischwalds vorgefunden. Ein einziger weiterer Fund gelang Khan im Dezember 1999 im Upper Rezu Reserve Forest bei Ramu (21° 26′ 0″ N, 92° 7′ 0″ O), ebenfalls im Distrikt Cox’s Bazar.

## Gefährdung und Schutz
Die IUCN hat Knema bengalensis in ihrer 1998 veröffentlichten Roten Liste der weltweit bedrohten Baumarten als gefährdet (Kategorie VU – Vulnerable) eingestuft. Als Grund wurden das Vorkommen an einem einzigen Ort und die geringe Bestandsgröße angegeben. Seither hat keine neue Bewertung der Art durch die IUCN stattgefunden. Bei gezielten Nachsuchen konnte die Art seit 1999 weder am Typenfundort noch am zweiten Fundort wiedergefunden werden. Alle Maßnahmen zum Schutz sind vom Wiederfinden beider Geschlechter der Art abhängig. Wenn das gelingt sind sowohl Maßnahmen zum Schutz des Habitats als auch eine Erhaltungszucht in botanischen Gärten erforderlich.

## Systematik
Kema bengalensis wurde in ihrer Erstbeschreibung wegen der Form der männlichen Blütenknospen mit zehn weiteren Arten der Gattung Knema in die Serie Obovoideae gestellt. Die Gattung Knema ist mit mehr als 90 Arten von Indien bis zum westlichen Neuguinea verbreitet. Sie ist eine der größeren Gattungen innerhalb der pantropisch verbreiteten Familie Muskatnussgewächse (Myristicaceae), die mehr als 500 Arten meist kleiner bis mittelgroßer Bäume in über zwanzig Gattungen aufweist.

### Erstbeschreibung
Die Erstbeschreibung erfolgte 1979 durch den niederländischen Botaniker Wilhelm de Wilde in seiner Revision der außerhalb von Malesien nachgewiesenen Arten der Gattung Knema. Knema bengalensis wurde nach einem Herbarexemplar und den zugehörigen Notizen beschrieben, das im Dezember 1957 von dem bangladeschischen Botaniker Mohammad Salar Khan gesammelt worden war. Dieser männliche Holotyp befindet sich in der botanischen Sammlung des Bangladesh National Herbarium in Dhaka, nach anderen Angaben in der Sammlung der University of Edinburgh. Der Artname bengalensis bezieht sich auf die Region Bengalen, deren östlichen Teil Bangladesch bildet.